# Crédin

Crédin este o comună în departamentul Morbihan, Franța. În 1 ianuarie 2022 avea o populație de 1.493 de locuitori.